# Pražská fotografická škola
Pražská fotografická škola (PFŠ) byla založena v roce 1972, v roce 1989 byla volně přidružena ke Svazu českých fotografů, od roku 1990 je školou samostatnou.

## Historie a současnost
Škola byla založena 1. září 1972 Václavem Vláškem. Podle výpisu z obchodního rejstříku vznikla od 21. srpna 2013 s právní formou společnosti s ručením omezeným.
Ve školním roce 2018/2019 mělo studium formu večerního studia rozděleného do tří ročníků, respektive do čtyř s přípravným nultým ročníkem. Výuka je kombinací teoretické přípravy, seminářů a praktických cvičení. Věnuje se jak historii fotografie, technice snímání, autorskému právu, žurnalistice a počítačové grafice, tak všem hlavním oblastem fotografické tvorby – od krajiny, zátiší a reportáže přes fotografování architektury až po figurální a portrétní fotografii či akt v plně vybaveném ateliéru.